# Giờ ở Lào
Lào hiện sử dụng Giờ Đông Dương (ICT) (UTC+07:00), tức là sớm hơn UTC bảy giờ vì nước này không áp dụng quy ước giờ mùa hè. Lào có cùng múi giờ với Campuchia, Thái Lan, Việt Nam, Đảo Christmas và miền Tây Indonesia. Cơ sở dữ liệu múi giờ của IANA có chứa một giờ chuẩn ở Lào.